# مسجد يني (ميتيليني)
مسجد يني (باليونانية: Γενί Τζαμί)‏، (بالتركية: Yeni Cami)‏، "المسجد الجديد": هو مسجد عثماني تاريخي يقع في ميتيليني على جزيرة لسبوس في اليونان.

## الموقع
يقع المسجد في شارع إرمو في إيبانو سكالا، الحي التركي القديم في ميتيليني، في وسط السوق التركي القديم. تقع إيبانو سكالا إلى الشمال من وسط المدينة الحديثة وإلى الغرب من الميناء القديم.